# Annico Pau
Antonio Salvatore Pau, detto Annico (Nuoro, 4 settembre 1943), è un politico italiano.

## Biografia
Nato a Nuoro nel 1943 e laureato in scienze agrarie all'università di Sassari, fu insegnante di economia all'Istituto agrario di Nuoro e giornalista pubblicista per varie testate locali. Nel 1978 entrò in massoneria nella loggia "Giuseppe Garibaldi".
Iniziò l'attività politica da giovanissimo, prima iscritto al movimento giovanile del Partito Sardo d'Azione – dando vita al "Nuovo azionismo" nel 1966 – e poi confluendo con esso nel Partito Repubblicano Italiano nel 1968. Fu dirigente locale e provinciale del partito e venne eletto consigliere comunale per la prima volta nel 1980, ricoprendo anche le cariche di vicesindaco e di assessore all'urbanistica e ai lavori pubblici.
Dal 1981 al 1983 fu sindaco di Nuoro, presiedendo una giunta laica e di sinistra, e rimase poi in consiglio comunale, più volte rieletto, fino al 1995. Dal 1991 subentrò quale consigliere della Regione Sardegna, rimanendovi fino alla fine della legislatura nel 1994.
Nel 2017 ha dato alle stampe il volume Canti perduti, che pubblica e analizza scritti inediti del poeta Sebastiano Satta.